# Nissin Foods
Nissin Foods (日清食品株式会社, Nisshin shokuhin kabushiki-gaisha, TSE : 2897, HKSE : 1475) est une multinationale fabriquant des rāmen, un plat cuisiné japonais.

## Histoire
Fondée le 4 septembre 1948 par Momofuku Andō sous le nom Nissin Food Products Co. Ltd. l’entreprise présenta dix ans plus tard les premières nouilles instantanées, les Chikin Ramen (rāmen au poulet). La filiale américaine Nissin Foods fut créée en 1970 et commercialisa ses rāmen sous le nom Top Ramen. Les Instant Noodles (1958) et les Cup Noodles (18 septembre 1971) furent toutes deux inventées par Momofuku Ando,.
À partir de 1960, les produits de Nissin Foods s'exportent hors du Japon. Nissin Foods introduit les soupes ramen aux États-Unis en 1970 ; elles gagnent en quelques années une place prépondérante dans les supermarchés, à cheval entre les rayons soupe et autres aliments à préparer avec de l'eau chaude. À la fin des années 1980, le marché global du ramen est évalué à 10 milliards de dollars, avec Nisson Foods détenant 15 % des parts de marché (46 % aux États-Unis). En 1988, aux États-Unis, Nissin Foods se diversifie dans la nourriture mexicaine en rachetant Camino Real Foods, un fabricant de burritos congelés.
En 2005, Nissin Foods développe une formule de nouilles instantanées pour les missions dans l'espace (Space Ram), avec des blancs d’œuf pour l'adhésion des aliments et une épaisseur qui évite l'éjection de gouttes, un goût largement plus prononcé, et une capacité de cuisson avec une eau à 70 °C.
En 2016, Nissin Foods prend une participation de 17 % dans Premier Foods. En 2021, l'entreprise annonce avoir passé le cap des 50 milliards de Cup Noodles vendues annuellement (cap de 40 milliards passé en 2016). En 2023, la marque teste les soupes pour le petit-déjeuner (Cup Noodles Breakfast) sur le territoire américain, et les soupes cafféinées au Japon.
Lors de l’année fiscale 2023, Nissin a fait un chiffre d'affaires de 227.9 milliards de yens.
En août 2024, la Commission du commerce équitable envoie un avertissement à Nissin, coupable d'avoir imposé des augmentations de prix pour certains de ses produits aux entreprises qui les vendent, ce qui est une infraction à la loi contre les monopoles.

## Activités
Les produits Nissin sont disponibles dans de nombreux pays asiatiques, tels que les Philippines, Taïwan, l’Inde, Singapour, la Thaïlande, la Chine ou Hong Kong. Ils sont également présents sur d’autres continents, aux États-Unis, au Mexique, au Brésil, en Suède, en Allemagne et en Australie. En France, on les trouvait principalement dans des magasins spécialisés tel que Tang Frères, ils sont désormais disponibles dans la plupart des grandes surfaces.
Nissin Foods est également fournisseur de la Maison impériale du Japon.
Les produits de Nissin Foods sont certifiés halal dans les pays arabes.

## Culture populaire
En 2006, pour le 35e anniversaire de leur soupe de nouilles instantanées servies dans un bol, Nissin Foods lança le Freedom Project, opération promotionnelle comprenant la commande d’une série de sept OAV promotionnelles au studio Sunrise, avec Shuhei Morita à la réalisation.
En 1992, un uintathérium apparait dans des publicités de la marque. La marque Converse a créé des modèles de chaussures Cup Noodles.